# Kajetan Radoliński
Kajetan Radoliński herbu Leszczyc – wojski większy poznański w latach 1766–1794, skarbnik poznański w latach 1757–1766.
Był konsyliarzem województw poznańskiego i kaliskiego w konfederacji 1767 roku.